# Stop Thief (film 1920)
Stop Thief  è un film muto del 1920 diretto da Harry Beaumont. La sceneggiatura di Charles Kenyon si basa sull'omonimo lavoro teatrale di Carlyle Moore andato in scena a New York il 25 dicembre 1912. Prodotto dalla Goldwyn Pictures Corporation, aveva come interpreti Tom Moore, Hazel Daly (moglie del regista), Irene Rich, Kate Lester, Molly Malone, Edward McWade, Raymond Hatton, Maurice 'Lefty' Flynn.

## Trama

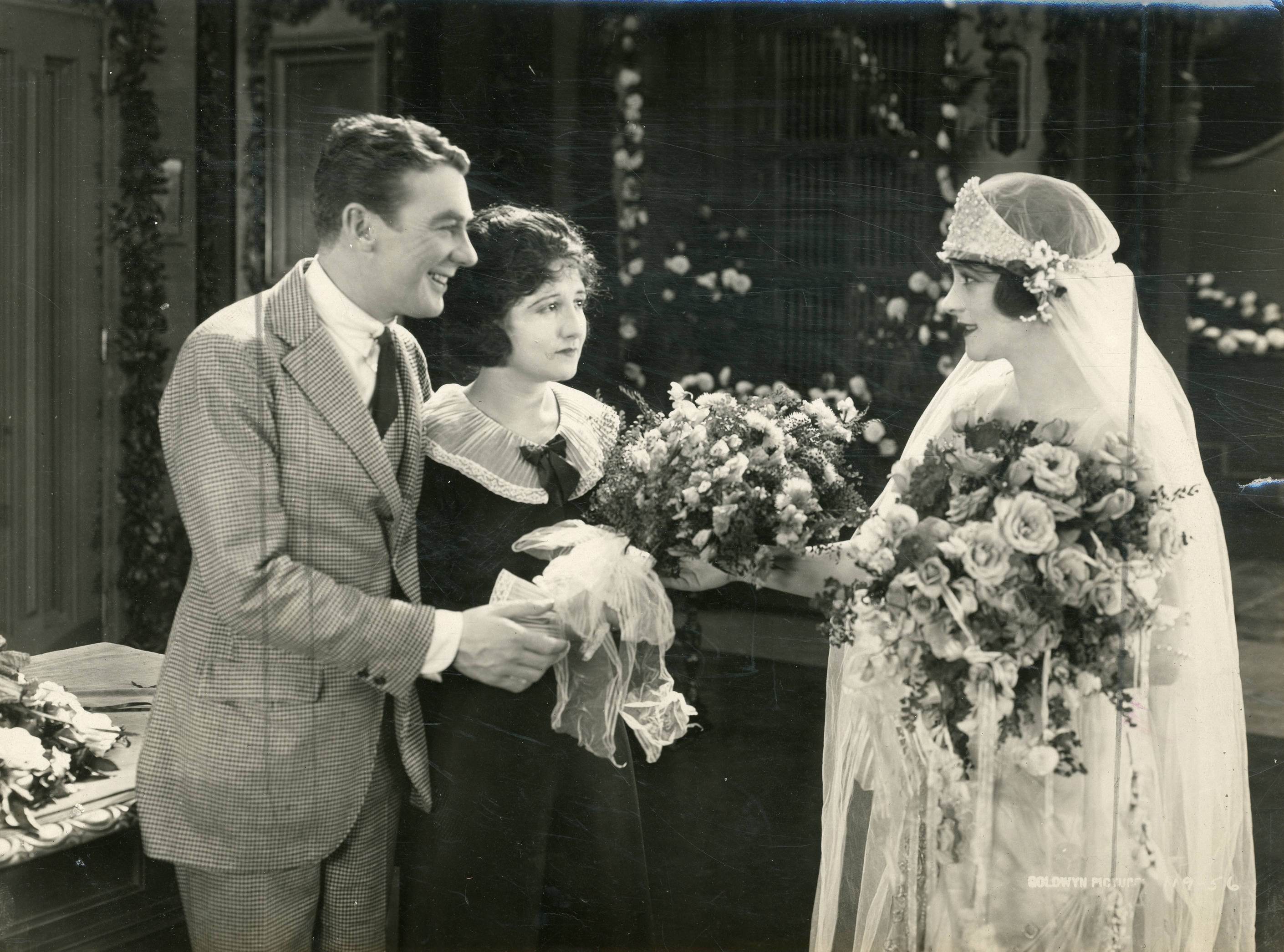
Tom Moore, Hazel Daly, Irene Rich

Jack Dougan e Snatcher Nell, complici nel crimine e partner nella vita, decidono di rubare al matrimonio di Madge Carr con James Cluney i ricchi regali di nozze degli sposi. Nell, per introdursi in casa, si fa assumere come cameriera. Quasi subito, i regali cominciano a scomparire e il padre di Madge, che è cleptomane, inizia a sentirsi in colpa. Non solo, lo sposo comincia quasi a sospettare di sé stesso. La famiglia ingaggia un investigatore per indagare sulla scomparsa dei preziosi doni ma Jack, fingendo di essere Cluney, lo sposo, lo abborda, gli ruba il distintivo e, quindi, si spaccia per lui. Dopo varie avventure, Nell e Jack scappano. Poi, alla fine, tornano dai Carr, ai quali raccontano la loro storia. I due piccoli malfattori vengono perdonati e le due coppie condividono una doppia cerimonia nuziale.

## Produzione
Il film fu prodotto dalla Goldwyn Pictures Corporation.

## Distribuzione
Il copyright del film, richiesto dalla Goldwyn Pictures Corp., fu registrato il 14 settembre 1920 con il numero LP15575.

Distribuito dalla Goldwyn Distributing Corporation e presentato da Samuel Goldwyn, il film uscì nelle sale statunitensi nell'agosto 1920.
Copia completa della pellicola si trova conservata negli archivi del George Eastman House di Rochester.